# Rinnal
Rinnal (inne warianty imienia: Rindal, Rionnal, Rinnan) – mityczny król Irlandii w latach 1233–1228 p.n.e. Syn Genanna, króla Irlandii z ludu Fir Bolg w latach 1247–1243 p.n.e.
Został królem po pokonaniu i zabiciu kuzyna Fiachy Cennfinnana. Panował przez pięć (Roczniki Czterech Mistrzów) lub sześć (Lebor Gabála Érenn) lat, kiedy sam został pokonany i zabity przez brata stryjecznego Foidbgena, syna Senganna. Mówi się o nim, że był pierwszym królem, który używał grotów (por. staroiryjski: rind, rinn, (włóczni) zakończenie).